# Schronisko w Ostruszy Drugie
Schronisko w Ostruszy Drugie – schronisko we wsi Ostrusza w województwie małopolskim, w powiecie tarnowskim, w gminie Ciężkowice. Pod względem geograficznym znajduje się na Pogórzu Ciężkowickim będącym częścią Pogórza Środkowobeskidzkiego.
Schronisko znajduje się zbudowanej z piaskowca skale Pagoda, w lesie po zachodniej stronie drogi Ciężkowice – Staszkówka. Na skale tej uprawiana jest wspinaczka skalna. Schronisko ma otwór o szerokości 1,5 m u jej północno-zachodniej podstawy. Za otworem jest czterometrowej długości, stopniowo zwężający się korytarzyk. Schronisko powstało na szczelinie tektonicznej, poszerzonej wskutek mrozowego wietrzenia skały. Jest w całości widne, a na jego dnie jest gleba i liście
Miejscowej ludności schronisko znane było od dawna. Zinwentaryzował go i opisał T. Mleczek w 2009 r. On też sporządził jego pan.

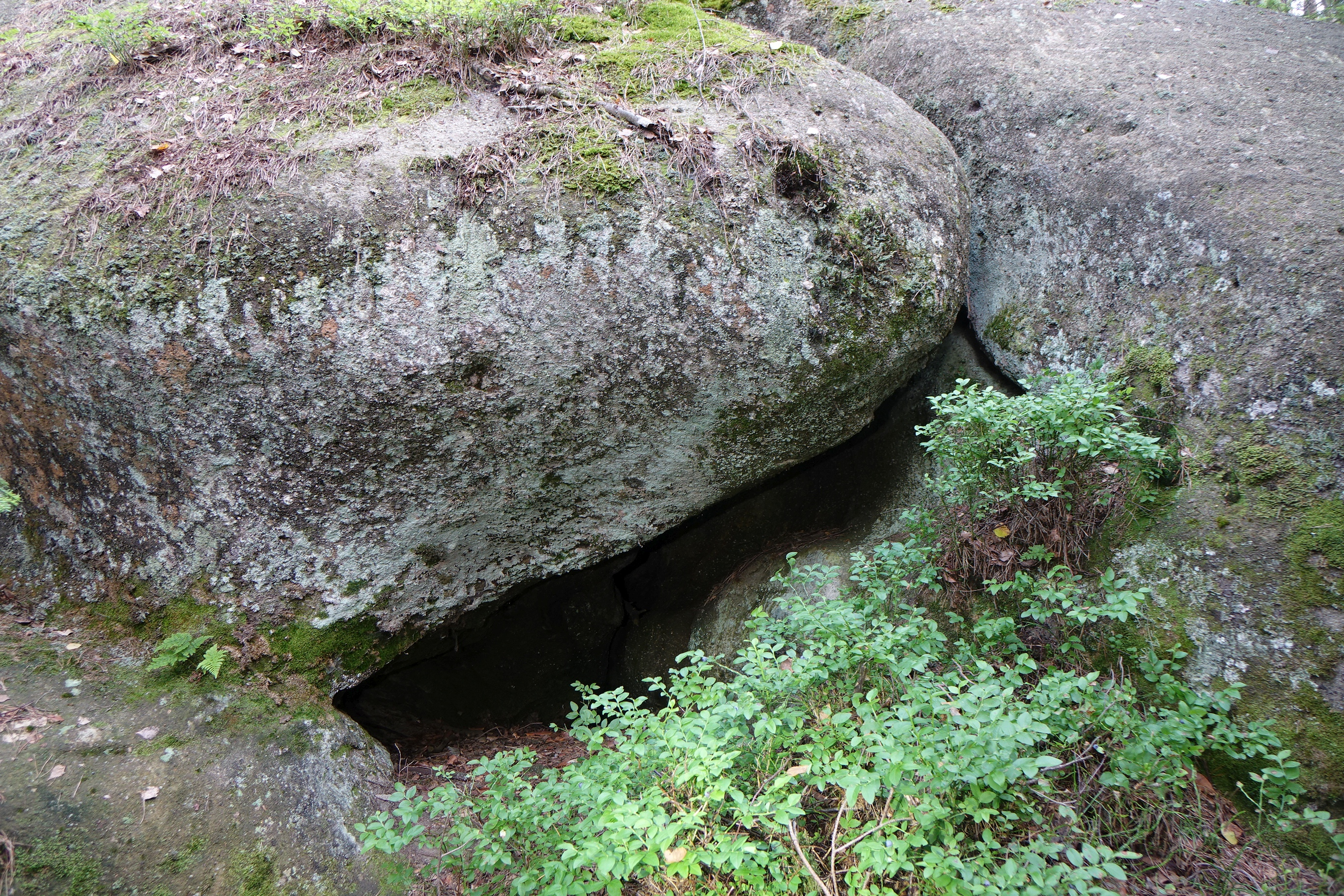
Otwór
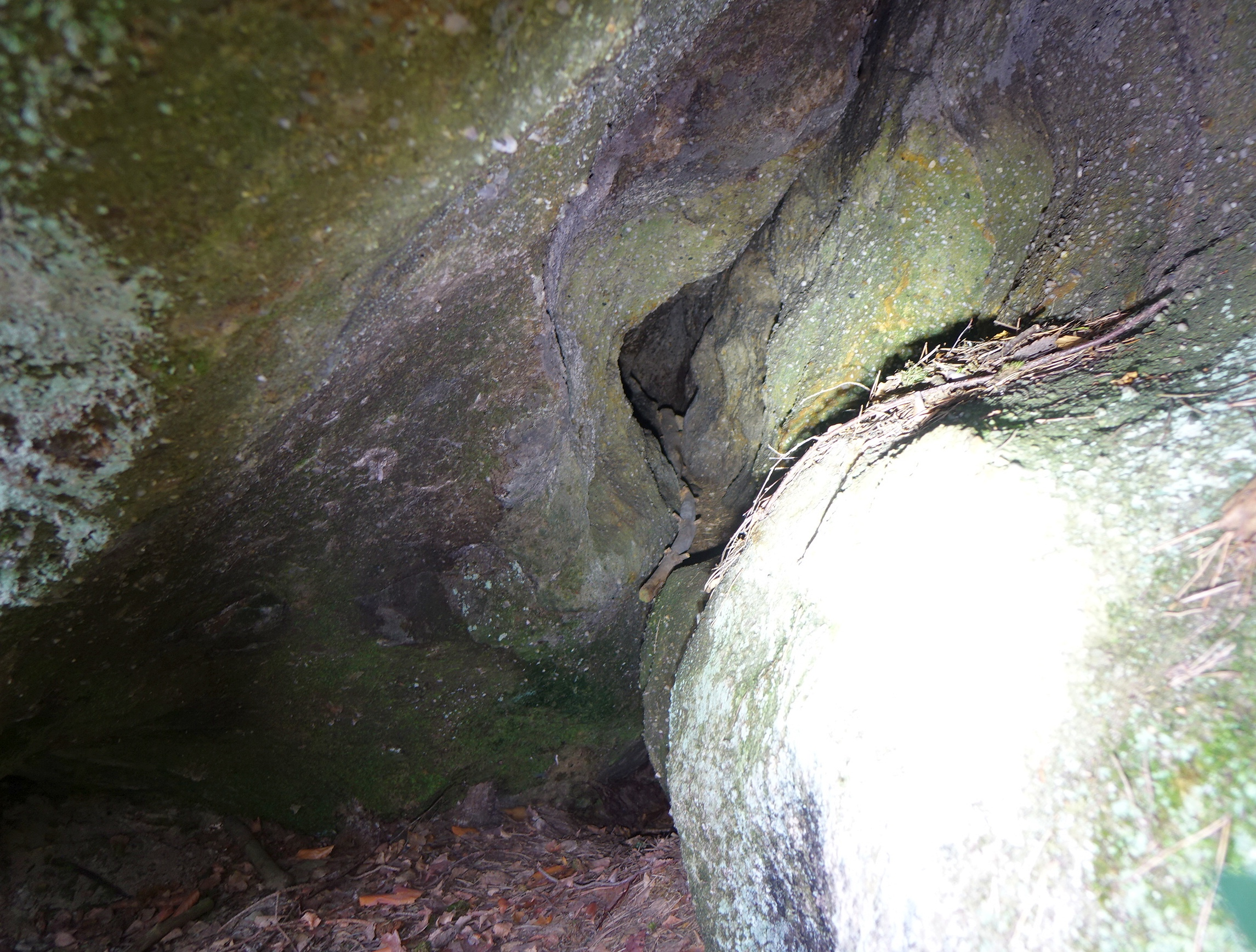
Korytarzyk

W tej samej skale Pagoda znajduje się jeszcze Schronisko w Ostruszy Pierwsze.